# ويليام إدموندز
ويليام إدموندز (بالإيطالية: William Edmunds؛ بالإنجليزية: William Edmunds) هو ممثل إيطالي وأمريكي (وحمل سابقاً جنسية مملكة إيطاليا)، ولد في 15 يوليو 1886 في سان فيلي في إيطاليا، وتوفي في 7 ديسمبر 1981 في لوس أنجلوس في الولايات المتحدة.

## أعمال

### أفلام
- (1940) علامة زورو
- (1940) ماك جنتي العظيم
- (1941) إلتقيا في بومبي
- (1942) البجعة السوداء
- (1942) المزمار
- (1942) كازبلانكا
- (1942) لمن تقرع له الأجراس
- (1946) أنا وملك سيام
- (1946) إنها حياة رائعة[4]

## وصلات خارجية
- ويليام إدموندز على موقع IMDb (الإنجليزية)
- ويليام إدموندز على موقع قاعدة بيانات برودواي على الإنترنت (الإنجليزية)
- ويليام إدموندز على موقع قاعدة بيانات الفيلم (الإنجليزية)